# Julián Acuña Galé
Julián Baldomero Acuña Galé (Camagüey, 28 februari 1900 - Mexico-Stad, 24 juli 1973) was een Cubaans botanicus.
Gedurende vele jaren was hij directeur van het Agricultural Experimental Station in Santiago de las Vegas. Zijn onderzoek was voornamelijk geconcentreerd op de fytopathologie en de introductie van nieuwe of vernieuwde soorten en variëteiten van waardplanten. Door zijn vele reizen en veldwerk, heeft hij talloze herbariums opgebouwd en vele soorten beschreven. Er werden ook enkele soorten naar hem vernoemd, waarbij zijn naam wordt afgekort als 'Acuna'.